# Anillo periférico de Las Vegas
Las Vegas Beltway (oficialmente nombrada como Bruce Woodbury Beltway) es el nombre de las 53 millas (85.3 km) de la ruta de anillo periférico que circula en tres cuartos del Valle de Las Vegas en el Sur de Nevada. El anillo periférico de Las Vegas tiene dos designaciones numéricas. Aproximadamente 13 millas (20,9 km) del anillo periférico, desde su terminal en el extremo sur de la Interestatal 11/Ruta 93/Ruta 95 en Henderson al noroeste de la Interestatal 15, está designada como la Interestatal 215 (I-215). Clark County Route 215 (CC 215) completa el resto de los 40 millas (64,4 km) de la carretera.
Actualmente el anillo periférico de Las Vegas consiste principalmente de dos tipos de carreteras: autovía y en un acceso limitado una vía expresa. Actualmente el anillo periférico es una autovía desde la autopista de intercambio I-11 en Henderson a Charleston Boulevard (SR 159) en el occidente de Las Vegas.
Inicialmente la construcción del anillo periférico fue iniciado y construido por el condado de Clark. Lo que marcó por primera vez en los Estados Unidos que un condado haya empezado por sí solo la construcción de una carretera interestatal sin nada o con pocos fondos federales. Una vez que este completado y convertido en una autovía, se anticipa que la sección de la CC 215 del anillo periférico sea designada como la I-215 que luego pasará a manos del Departamento de Transporte de Nevada para su mantenimiento (actualmente, NDOT solo mantiene el anillo periférico desde la I-11 a la Calle Stephanie y Warm Springs Road a la I-15).

## Descripción de la ruta
El anillo periférico de Las Vegas empieza en Henderson, en la autopista de intercambio I-11/US 93/US 95, donde el tráfico del sentido oeste de la Ruta Estatal de Nevada 564 (Lake Mead Parkway) está por defecto en la I-215 oeste. Desde aquí, el anillo periférico sigue primeramente a la antigua alineación de Lake Mead Drive al oeste de la carretera de intercambio los Pecos/Saint Rose Parkway (SR 146). La carretera luego se curva al oeste del Aeropuerto Internacional Harry Reid antes de intersecarse con el Bulevar Las Vegas y la I-15.
A medida que el anillo periférico pasa pro la I-15, cambia de interestatal a la carretera del condado que aún mantiene el estatus de autovía al dirigirse al oeste. Al pasar Decatur Boulevard, dos carreteras de caminos paralelo de un sentido (que anteriormente llevaba las instalaciones del anillo periférico) que aparecen en ambos lados de la carretera. En Durango Drive, la carretera se curva al norte. El camino paralelo termina al llegar a la Avenida Tropicana, pero la autovía continua al oeste y después al norte en la intersección Charleston Boulevard (SR 159) cerca de Red Rock Canyon.
El anillo periférico baja de categoría de autovía a vía expresa (con algún grado de separación) al pasar la autopista de intercambio Charleston. Desde aquí, la carretera continua al norte a lo largo de la orilla de las colinas occidentales de Las Vegas para pasar detrás de Lone Mouintan. Poco después, la carretera se curva al este y se interseca con la I-11/US 95 antes de entrar al norte de North Las Vegas. Gran parte del resto que sigue de la carretera esta sin pavimentar, e intersecciones principalmente usadas solo para girar, hasta que el anillo periférico llega a su terminal final en la I-15 justo al sur de Las Vegas Motor Speedway.

## Historia
El AASHTO aprobó la designación de la I-215 para 18,9 millas (30,4 km) de carretera, desde la Avenida Tropicana a la US 95 (I-515) el 17 de abril de 1993.
La mayor parte del anillo periférico fue construido mayormente con fondos locales, y el cambio de la vía expresa ha continuado construyéndose sin fondos estatales o federales (excepto para la autopista de intercambio I-515). En una votación para aumentar los impuestos por los residentes del condado incrementó los fondos para el anillo periférico. Como resultado, se supone que sea completamente cambiada a una autovía para el 2013, en vez del 2025 como se había propuesto anteriormente.
La primera sección de la I-215 abrió al tráfico en 1996 desde la I-15 a Warm Springs Road, incluyendo el túnel del aeropuerto, que conectan al Aeropuerto Internacional Harry Reid al sur de Las Vegas sin usar la Avenida Tropicana o Russell Road para tener acceso al aeropuerto. El extremo sur del anillo periférico fue completado antes de lo que se tenía pensado terminándose en 1999, mientras que el extremo norte fue extendido desde Decatur Boulevard en 1998 hacia la Avenida Tropicana para el 2000, y el resto de la terminada en 2002, ya sea como una autovía completa o caminos paralelos.
La I-215 fue construida en el alineamiento de la Ruta Estatal 146 entre la Salida 6 (Saint Rose Parkway/Pecos Road) y la Milla 0 (la autopista de intercambio Interestatal 515/Ruta 93/Ruta 95), antes conocida como Lake Mead Drive. Desde que el Departamento de Transporte de Nevada (NDOT por sus siglas en inglés) no asigna a las rutas estatales a lo largo de las carreteras interestatales, la SR 146 fue truncada en su terminal actual en la I-215. La SR 146 fue co-designada con la I-215 desde Pecos Road hacia la I-515/US 93/US 95, aunque la designación estatal en esta sección no existió cuando la autovía fue completada. Algunos letreros de la SR 146 aún existen en la I-215 a fecha del 31 de agosto de 2008.
En 2003, las 53 millas (85,295232 km) a lo largo del anillo periférico fue abierta con un anillo periférico que consiste de tres diferentes tipos de carreteras: autovía, una vía expresa limitada, y una carretera o camino paralelo y todas como una sección de la carretera del condado 215. El 9 de agosto de 2006 una sección de la autovía que estaba completada y permitía la conexión de la construcción de las secciones de la autovía que cubrían casi la mitad de la longitud de las carreteras desde la terminal de la SR 564 a Charleston Boulevard.
La revista Roads & Bridges, una publicación nacional que provee las últimas noticias tecnológicas sobre la industria de la construcción de transporte, nombró al periférico de Las Vegas como una de los mejores proyectos de la nación en el año 2002.
En la Junta de la Comisión del Condado del 2 de marzo de 2004, la carretera fue nombrada como Bruce Woodbury Beltway o (en español:Anillo Periférico Bruce Woodbury). La Junta aprobó una resolución para reconocer a Commissioner Woodbury por sus años de esfuerzos en el futuro del transporte del Valle de Las Vegas.

## Intersecciones principales
Toda la ruta está en el condado de Clark.
| Ubicación       | Milla                                               | # de salida                                         | Destino                                                          | Notas |
| --------------- | --------------------------------------------------- | --------------------------------------------------- | ---------------------------------------------------------------- | --- |
| Henderson       | SR 564 (Lake Mead Parkway) se convierte en la I-215 | SR 564 (Lake Mead Parkway) se convierte en la I-215 | SR 564 (Lake Mead Parkway) se convierte en la I-215              | SR 564 (Lake Mead Parkway) se convierte en la I-215                                                                 |
| Henderson       |                                                     | 1                                                   | I 11 / US 93 / US 95 en Las Vegas y Boulder City                 | Intercambio completada en 2006                                                                                      |
| Henderson       |                                                     | 2                                                   | Carretera Gibson                                                 | Abierta el 29 de abril de 2000; Intercambio completado en 2006                                                      |
| Henderson       |                                                     | 3A                                                  | Calle Stephanie                                                  | |
| Henderson       |                                                     | 3B                                                  | Valle Verde Drive                                                | |
| Henderson       |                                                     | 5                                                   | Green Valley Parkway                                             | |
| Henderson       |                                                     | 6                                                   | SR 146 (Saint Rose Parkway) al este de Pecos Road                | |
| Henderson       |                                                     | 7                                                   | Avenida Eastern                                                  | |
| Henderson       |                                                     | 8                                                   | Windmill Lane                                                    | |
| Henderson       |                                                     | 9                                                   | Carretera Warm Springs                                           | |
| Enterprise      |                                                     | 10                                                  | (SR 171) a Sunset Road, Aeropuerto Internacional Harry Reid      | 31 de diciembre de 1995                                                                                             |
| Enterprise      |                                                     | 11                                                  | Las Vegas Boulevard                                              | La salida con sentido este se divide desde la salida 12B                                                            |
| Enterprise      |                                                     | 12A                                                 | I 15 al norte de Las Vegas y Salt Lake City, Utah                | a Las Vegas Strip, Downtown Las Vegas                                                                               |
| Enterprise      |                                                     | 12B                                                 | I 15 – hacia el sur a Los Ángeles                                | |
| Enterprise      | I-215 termina & empieza la CC 215                   |                                                     |                                                                  | |
| Enterprise      |                                                     | 13                                                  | Decatur Boulevard                                                | |
| Enterprise      |                                                     | 14                                                  | Jones Boulevard                                                  | Abierta el 11 de noviembre de 1999                                                                                  |
| Enterprise      |                                                     | 15                                                  | Rainbow Boulevard                                                | Abierta el 11 de noviembre de 1999                                                                                  |
| Spring Valley   |                                                     | 16                                                  | Buffalo Drive                                                    | Abierta en 2006 |
| Spring Valley   |                                                     | 17                                                  | Durango Drive                                                    | La Salida con sentido Este & la Entrada con sentido Este; marcadas como Durango Drive/Sunset Road; abiertas en 2006 |
| Spring Valley   |                                                     | 18                                                  | Sunset Road                                                      | La Salida con sentido Sur & la Entrada con sentido Norte; marcadas como Sunset Road/Durango Drive; abierta en 2006  |
| Spring Valley   |                                                     | 19                                                  | Russell Road                                                     | Abierta en 2006 |
| Spring Valley   |                                                     | 20                                                  | Avenida Tropicana                                                | Abierta en 2006 |
| Spring Valley   |                                                     | 21                                                  | Flamingo Road                                                    | Salida 19 con sentido Sur                                                                                           |
| Summerlin South |                                                     | 23                                                  | Town Center Drive                                                | SPUI de intercambio abierta en 2005                                                                                 |
| Summerlin South |                                                     | 25                                                  | Avenida Sahara                                                   | Abierta en 2001 |
| Summerlin South |                                                     | 26                                                  | SR 159 (Charleston Boulevard) hacia Red Rock Canyon              | Abierta en 2001 |
| Las Vegas       | Fin de la Autovía & empieza la vía expresa          | Fin de la Autovía & empieza la vía expresa          | Fin de la Autovía & empieza la vía expresa                       | Fin de la Autovía & empieza la vía expresa                                                                          |
| Las Vegas       |                                                     |                                                     | Avenida Far Hills                                                | Cerrada hasta marzo de 2009 debido a la construcción de la autopista de intercambio                                 |
| Las Vegas       |                                                     |                                                     | Summerlin Parkway                                                | Autopista de intercambio en construcción                                                                            |
| Las Vegas       |                                                     | 29                                                  | Lake Mead Boulevard                                              | Cerrada hasta 2010 (Autopista de intercambio completada en agosto de 2008)                                          |
| Las Vegas       |                                                     | 30                                                  | Avenida Cheyenne                                                 | Autopista de intercambio (completada el 30 de octubre de 2007)                                                      |
| Las Vegas       |                                                     | Carretear Lone Mountain                             |                                                                  | |
| Lone Mountain   |                                                     |                                                     | Carretera Ann                                                    | |
| Lone Mountain   |                                                     | 35                                                  | Hualapai Way                                                     | Autopista de intercambio                                                                                            |
| Lone Mountain   |                                                     | 37                                                  | Durango Drive                                                    | Autopista de intercambio                                                                                            |
| Las Vegas       |                                                     |                                                     | I 11 US 95 hacia Las Vegas y Reno                                | Autopista parcial de intercambio (interchange)                                                                      |
| Las Vegas       |                                                     | Jones Boulevard                                     |                                                                  | |
| Las Vegas       |                                                     |                                                     | Carretera Bradley                                                | Intersección temporal                                                                                               |
| Las Vegas       |                                                     | Decatur Boulevard                                   |                                                                  | |
| North Las Vegas |                                                     |                                                     | Aliante Parkway                                                  | |
| North Las Vegas |                                                     |                                                     | Calle Revere                                                     | Futura autopista de intercambio                                                                                     |
| North Las Vegas |                                                     |                                                     | 5.ª Calle                                                        | Futura autopista de intercambio                                                                                     |
| North Las Vegas |                                                     | Carretera Losee                                     |                                                                  | |
| North Las Vegas |                                                     | Carretera Pecos                                     |                                                                  | |
| North Las Vegas |                                                     | Lamb Boulevard                                      |                                                                  | |
| North Las Vegas |                                                     | Carretera Range                                     |                                                                  | |
| North Las Vegas |                                                     |                                                     | I 15 / US 93 hacia Las Vegas y Ely, Los Ángeles y Salt Lake City | Autopista de intercambio (interchange)                                                                              |